# Izsáky Margit
Izsáky Margit, Izsáki (Budapest, 1899. május 29. – Budapest, 1977. december 30.) színész, újságíró, író, szerkesztő. Kádár Imre író felesége.

## Életútja
Izsáky Mór biztosítóintézeti tisztviselő leánya. 1917-ben szerzett oklevelet a Színművészeti Akadémián, ahol Jászai Mari növendéke és a Nemzeti Színház ösztöndíjasa volt. 1917 szeptemberében indult pályafutása, s 1923-ig Janovics Jenőnél Kolozsvárott játszott, majd Aradon lépett színpadra. 1928-ban Nagyváradon működött. Szántó György író figyelt fel riporteri képességeire. 1932-től a Magyarság munkatársa volt 1939-ig, ekkor került a Magyar Nemzethez, ami 1944-ig közölte riportjait a bodrogközi és sarkadi szegényparasztság életéről. Magyarország első női bűnügyi riportere volt. Az 1930-as években a bűnöző gyermekek sorsának lélektani motívumaival foglalkozott. 1945 után került a Kossuth Népe, majd 1946-ban a Szabadság című laphoz. 1947-től az Asszonyok főszerkesztőjeként tevékenykedett, a demokratikus nőmozgalom eseményeiről számolt be. 1948-tól a Magyar Nők Demokratikus Szövetsége (MNDSZ) elnökségi tagja és a Világosság c. lap munkatársa volt. Ezután az MTI-nél fiatal újságírókat tanított nyugdíjazásáig. Az Élet és Irodalomban jelentek meg novellái, irodalmi riportjai és tanulmányai.

## Fontosabb színházi szerepei
- Katona József: Bánk bán – Melinda
- Jókai Mór: Az arany ember – Tímea
- William Shakespeare: Rómeó és Júlia – Júlia
- William Shakespeare: Hamlet – Ophelia
- Földes Imre: A lányom – Évike
- Johann Wolfgang von Goethe: Faust – Margit
- William Shakespeare: Szentivánéji álom – Puck
- Molière: Tartuffe – Dorine

## Főbb művei
- A Magyar Jövő Őfelsége (A Magyarság Évkönyve, 1935)
- A nagy balett kis egérkéi (A Magyarság Évkönyve, 1936)
- Isten fekete báránykái. Riportok a nagyváros árnyékából. (Budapest, 1942)
- Vörösmarty úr szerelmes. Elbeszélés. (Százezrek Könyve. Budapest, 1942)
- Egy elfelejtett magyar iparról, a művészi vasöntésről beszél egy híres műgyűjtő (Budapest, 1942)
- Ez történt velem. Ifjúsági elbeszélés. (Pintér Leánykönyvtár. 1. Budapest, 1943)
- Ötven válogatott mese. Andersen, a Grimm testvérek és az Ezeregyéjszaka legszebb meséi. Ford. és átd. (Budapest, 1944)
- 100 válogatott mese. Andersen, a Grimm testvérek és az Ezeregyéjszaka legszebb meséi. Ford. és átd. 3 táblával. (Budapest, 1944)
- 200 világszép mese. Andersen, a Grimm testvérek és az Ezeregyéjszaka legszebb meséi. Ford. és átd. (Budapest, 1944)
- Ország a keresztfán. Riportregény. (Új idők – új könyvek. Budapest, 1945).